# 懸念
| ウィキペディアには「懸念」という見出しの百科事典記事はありません（タイトルに「懸念」を含むページの一覧/「懸念」で始まるページの一覧）。 代わりにウィクショナリーのページ「懸念」が役に立つかもしれません。 |